# Hospital El Bierzo
El Hospital Universitario El Bierzo (HUBI)  es un centro sanitario de grupo II situado en la localidad española de Fuentes Nuevas, municipio de Ponferrada (provincia de León, comunidad autónoma de Castilla y León). Da servicio a la comarcas de El Bierzo y Laciana.

## Historia
En la década de 1990 el crecimiento de la población de El Bierzo y de la ciudad de Ponferrada planteó un grave problema dado que la distancia al hospital de León era muy lejana (100 kilómetros de media), el cual le correspondía dar asistencia a toda la provincia de León. El 12 de noviembre de 1994 Narcís Serra, vicepresidente del gobierno en aquella época, inauguró el Hospital de El Bierzo.

## Características
El hospital cuenta con 450 camas, una Unidad de cuidados intensivos, dos ecógrafos, cuatro laboratorios, 40 locales de consulta, tres paritorios, doce quirófanos, una sala de reanimación, una sala de juegos y diversos servicios aparte que tiene el hospital.
En el Servicio de Urgencias se dispone de zona de consultas, zona de especialidades, Box O, zona de observacion para la atención y vigilancia de los pacientes pertenecientes al área de salud.
El hospital cuenta con una Helisuperficie, que se utiliza para el aterrizaje de helicóptero sanitario (HEMS) que realiza labores asistenciales de emergencias médicas en accidentes (tráfico, laborales, etc) de carreteras que precisan asistencia hospitalaria, o para trasladar enfermos que no puedan ser tratados en el hospital y tengan que trasladarse al Hospital Universitario de León, que es el centro hospitalario de referencia.
La gerencia de área (GASBI) dispone de una Unidad Docente encargada de la formación (MIR y EIR) que tienen labor asistencial tanto en atención primaria como en atención hospitalaria.

## Servicios
Los servicios médicos que ofrece el hospital son los siguientes:
1. Alergología
2. Análisis clínicos
3. Anatomía Patológica
4. Anestesiología y Reanimación
5. Aparato Digestivo
6. Cardiología
7. Cirugía General y aparato Digestivo
8. Dermatología Medicoquirúrgica
9. Endocrinología y Nutrición
10. Geriatría
11. Hematología y Hemoterapia
12. Logopedia
13. Medicina Intensiva
14. Medicina Interna
15. Medicina Preventiva y Salud Pública
16. Medicina del Trabajo y Salud Laboral
17. Microbiología y Parasitología
18. Nefrología y Hemodiálisis
19. Neumología
20. Neurofisiología Clínica
21. Neurología
22. Obstetricia y Ginecología
23. Oftalmología
24. Oncología
25. Otorrinolaringología
26. Pediatría y Neonatología
27. Planificación Familiar
28. Psiquiatría
29. Radiodiagnóstico
30. Rehabilitación
31. Reumatología
32. Traumatología y Cirugía Ortopédica
33. Urgencias
34. Urología

## Accesos
Se puede acceder en coche desde fuera de la ciudad por la salida 394 de la Autovía del Noroeste o por la Avenida de Galicia, y desde la ciudad de Ponferrada con el Servicio Municipal de Transportes SMT por las líneas 2, 5, 6 y 7 que unen el hospital con el centro de la ciudad, la zona alta o barrios como Flores del Sil o La Placa